# Dārāb (kommunhuvudort i Iran)
Dārāb (persiska: داراب, داراب ٢) är en kommunhuvudort i Iran.   Den ligger i provinsen Fars, i den centrala delen av landet, 800 km söder om huvudstaden Teheran. Dārāb ligger 1 131 meter över havet och antalet invånare är 63 319.
Terrängen runt Dārāb är varierad.Runt Dārāb är det glesbefolkat, med 20 invånare per kvadratkilometer. Dārāb är det största samhället i trakten. Omgivningarna runt Dārāb är i huvudsak ett öppet busklandskap.